# Stase
Ne doit pas être confondu avec Biostase.
La  stase, ou état de stase, est un état de choses marqué par l'immobilité absolue, que l'on oppose au déroulement normal des processus.

## Médecine
Stase est l'un des anciens termes utilisés pour désigner l'accumulation et la stagnation anormales de sang (ou d'un autre liquide) dans un organe favorisant dans le cas du sang veineux un œdème des membres inférieurs. On en parle aussi pour les toxines.

## Théorie de l'évolution
La théorie du saltationnisme, opposée au gradualisme, pose que les macromutations qui font évoluer une espèce sont séparées par des périodes de stase.

## Liturgie
Une stase est, dans les Églises d'Orient — Églises orthodoxes et Églises catholiques de rite byzantin —, une subdivision des kathismas, elles-mêmes division du psautier.